# Győrszemere
Győrszemere község Győr-Moson-Sopron vármegyében, a Téti járásban.

## Fekvése
A Sokorói (Pannonhalmi)-dombvidék nyugati vonulatának, a Sokorónak északi végén kiépült falu a dombság és a Kisalföld találkozásánál helyezkedik el; enyhe dombokkal és hosszan elnyúló hátságokkal tűzdelt területen fekszik.
Maga a község földrajzi helyzeténél fogva, településszerkezeti szempontból nem mutat egységes képet. Négy elkülöníthető részre tagolódik: a falui, a hegyi, az erdősori és a nagyszentpáli részre. A falura a zárt település forma jellemző, míg a Sokoró lábánál elhelyezkedő szőlőhegy a Felpéci út melletti házaival a dombvidék más helyein is megfigyelhető, hosszan elnyúló, egyutcás településképet mutatja. Az erdősori rész a falutól délnyugati irányban Tét felé a 83-as főút mellett terül el, vélhetően nem régi keletű.
A falutól északra, Győr-Ménfőcsanak és Győrszemere között, a 83-as főúthoz közel fekszik  Nagyszentpál, ami egykor önálló település volt. Ennek szomszédságában, egy homokbánya területén jelentős őskori leletegyüttes került elő Pusztai Rezső és Figler András ásatásai révén, ami a terület korai lakott voltát igazolja. Győrszemere talajviszonyaira elsősorban a homok jellemző, de található itt löszös, homokköves és vízmosásos terület is. Határát három ér, a Sokorói Bakony-ér, a Sásér és a Sárdosér szeli át.

### Megközelítése
A település közúton legegyszerűbben a 83-as főúton közelíthető meg, akár Győr, akár Tét vagy Pápa irányából. A főút korábban végighaladt Győrszemere központján, annak főutcájaként; egy ideje már nyugat felől elkerüli azt, azóta a korábbi nyomvonal a 8314-es út részét képezi.
Jól használható közúti összeköttetései vannak még a Rábaköz több más községével is, a főút téti és tétszentkúti elágazásain keresztül, Árpás, Mórichida, illetve Szany irányába. A dombvonulat nyugati és keleti lábánál a szemerehegyi településrész érintésével Felpéc és Kajárpéc, valamint Tényő és Sokorópátka is könnyen elérhető, előbbiek a 8308-as, utóbbiak a 83 127-es és a 8309-es utak érintésével.
Az M1-es autópálya Győrt elkerülő szakaszának üzembe helyezése is bővítette az elérhetőség könnyítését a Győr-Ménfőcsanak határában lévő METRO bevásárlóközpont közelében fekvő leágazáson keresztül. Mindent egybevéve Győrszemere akár közúton, akár vasúton a Győri körzet legkönnyebben elérhető települései közé tartozik, így autós, biciklis és gyalogos turisták számára egyaránt ideális kirándulási pont lehet.
Vasúton is megközelíthető a Győr–Celldömölk-vasútvonalon. Győrszemere vasútállomás a falutól mintegy 2 kilométer távolságra északkeletre, a Győrszemere-hegyi falurész szomszédságában található. A legutóbbi időkig személyforgalmi, főleg pedig teherforgalmi szempontból bírt jelentőséggel, lévén, hogy a környék jelentős részének mezőgazdasági terményeit, értékesítésre szánt tenyészállatait itt rakták vagonokba.

## Története, mai élete
Győrszemere úgynevezett első foglalásos Árpád-kori település. A korabeli oklevelekben Scemere, Zemere, Geur-Zemere alakokban szerepel. Máskor Naghzemere, Kyszemere birtok néven is említik.
Írásos formában való megjelenése 1237-40 közötti időre tehető. A pannonhalmi apátság népeit felsoroló Albeus jegyzékben ugyanis Scemere, mint a Szent Márton egyházához tartozó Tényő határosa szerepel.
1250-ben már bizonyíthatóan a Szemere nemzetségbeliek tulajdona. Feltehetőleg nevét is e családtól kapta.
1300-ban Szemere Tivadar jegybér fejében Győrszemere felét lekötötte. A következő században már puszta hely. Ekkor még a Zemeréké, de a század végén az Újszászyak tulajdona.
1525-ben Héderváry István is vett itt néhány telket. A 17. század elején 3 évi adó és minden szolgálati kötelezettség elengedése mellett újratelepítették.
Bécs utolsó ostromakor a falu, útjába esvén a vonuló csapatoknak, teljesen elpusztult.
Később sem a Rákóczi-szabadságharc, sem az 1848–49-es forradalom és szabadságharc hadi eseményei sem kímélték a települést. Azt lehet mondani, hogy a környéken előfordulható összes elnéptelenedési és az azt követő újratelepülési folyamat Győrszemere esetében nyomon követhető. Legutóbbi újratelepülése a Koroncói csatát követő időszakra tehető, amit bizonyít, hogy 1744-ben Győr vármegye vizsgálatot rendelt el aziránt, kik lettek Szemere új lakosai. Első telepesként Monoszlói Csupor György apját említik. Később a Goda, Matkovich, Török, Argay és Roboz családok voltak nagyobb közbirtokosai.
A reformátusok által használt templomról, mely annak idején Szent Lőrinc tiszteletére épült, mint újra birtokba veendőről beszél, így nincs szükség új templom építésére. Megyei határozattal a templomot még ugyanebben az évben át is adták a katolikusok részére. A prédikátor – Kiss – Várday János – első éve szolgál itt. Szánalmas állapotban lévő lakását a katolikus és protestáns hívők közös munkával és költséggel építették. A református rektor lakása megfelelő, míg a katolikus kántor lakása nyomorúságos állapotúnak találtatott. A lakosság összetétele 436 katolikus, 195 evangélikus, 86 református és 5 személy ún. hitehagyott. Ez idő tájt szülésznője a falunak nem volt. Templomtól távol lévő, kerítés nélküli terjedelmes temetőjét a különböző felekezetekhez tartozók közösen használták.
Későbbi történetének alakulásában mind az első, mind a második világháborúnak is komoly szerepe volt.
Az első világháborút, pontosabban a tanácsköztársaságot követő román megszállás idején a falu előtt húzódott a demarkációs vonal, de a falu már nem esett megszállás alá. A világháborúnak és a holokauszt áldozatainak tiszteletére emlékműveket emeltek.
Az ún. Nagyatádi féle földreform során 600, az 1945-ös földreform során 1145 katasztrális hold földet osztottak ki. Természeti adottságai révén a község határához jelentős erdő- és szőlőbirtokok tartoztak. 593 katasztrális hold erdő (ennek tulajdonosai a Győri Székeskáptalan, Győrszemere község és néhány család voltak) 88 katasztrális hold szőlő. A 16-17. századi pusztítások után a 18. század közepén sikerült az itteni szőlőművelési kultúrát ismét magas szintre emelni. Helyi közbirtokosságának szőlőhegyi törvénye 1757-ből való. Múlt századi történetének birtokviszonyaiból az derül ki, hogy lakosságának legnagyobb része törpebirtokos és napszámos volt. A kivándorlás az itt élők jelentős (8-9) százalékát tették ki. Közülük többen visszatértek és földet vásároltak. Ezt a településrészt ma is „Kanadának” hívják. A birtokviszonyok lényegén sem ez, sem a viszonylag magas földbirtokreformos terület sem tudott lényegesen változtatni. Az összterület mintegy 80%-a így is 20 tulajdonos kezében volt. Közülük legnagyobb a Székeskáptalan nagyszentpálpusztai uradalma 1377 kh-al.  Az uradalomban modern, géperős gazdálkodást folytattak szakszerű állattenyésztéssel. Ezen kívül Mauthner Henriknek, dr Mohr Béla ügyvédnek és Giczy Lőrinc örököseinek voltak jelentősebb területei.
1920-ban alakult meg a Hangya Fogyasztási és Értékesítő Szövetkezet 364 taggal. A főüzletnek Győrszemerehegyen fióküzlete volt. 1922-ben jött létre a Győrszemerei Hitelszövetkezet 275 taggal. Helyi képviselete volt az Országos Társadalombiztosítási Intézetnek. A földreform során a már említett külterületi földeken kívül 280 házhelyet osztottak ki.
A kollektivizálási hullám meglehetősen korán, már 1949-ben utolérte a falut, mikoris 190 kh földön több mint 10 család társulása révén tszcs alakult. A mezőgazdaság teljes körű átszervezése során előbb 2 termelőszövetkezetet hoztak létre. Ezeket 1960-ban egyesítették. 1800 hektáron gazdálkodott. Szántóföldi művelésének fő terményei a kukorica, búza, árpa, napraforgó, repce és burgonya voltak. A rozs hiányával, a napraforgó és repce kivételével megegyeznek a korábban szokásos terménykultúrával. Jelenleg 100 ha-on termesztenek szőlőt, mindenekelőtt fehér fajtákat. A területen, a meglévő erdőterület mellett a környék többi településéhez hasonlóan figyelemre méltó erdőtelepítés folyik.
A község 1898. évi IV. törvénycikk alapján megállapított neve Győrszemere. Az 1900-as helységnévtárban Szemere néven szerepel. 1908. december 31-ével vette fel a „Győr” előnevet. Nagyközség Győr, később Győr-Moson-Pozsony vármegye Sokoróaljai járásában. 1946. január 1-jétől a Téti-, 1945. október 1-jétől a Győri járáshoz tartozik. 1984. január 1-jével Győr megyei város körzetéhez kerül. 1990. szeptember 30-a óta Győr-Moson-Sopron megyéhez tartozik.
Győr környékének községei közül ez a második legnépesebb település.
1993-ban sporttelepet építettek, sportcsarnokkal, kézilabda és labdarúgópályával. Ez a létesítmény biztosítja a szabadidős kulturális programokat is, lévén, hogy önálló közművelődési intézmény nem áll a lakosság rendelkezésére. A községi könyvtár állománya jelenleg mintegy 10.000 kötet. Felekezeti ügyekről Győrszemere esetében már csak azért is érdemes beszélni, hiszen itt római katolikusok, evangélikusok, reformátusok, a legutóbbi világháborút megelőzően zsidók laktak békés együttélésben.
Ez a falu valóban összezsugorított történelem, különösen ha hozzászámítjuk nem jelentéktelen roma népességét is.
Templomainak újjáépítési, illetve építési időpontjai: római katolikus templom 1749-ben újjáépítve, református templom 1786, evangélikus templom 1807, nagyszentpáli templom 1863.Temetői önkormányzati kezelésben vannak. A közelmúlt infrastrukturális szempontból jelentősebb fejlesztéseit a 60-as évek településrészi úthálózat bővítése jelentette. Mostanra közlekedési szempontból  a község jól ellátott. Elektromos energiaellátása teljeskörűen megoldott. Vezetékes földgázzal ellátott település.  Vezetékes vízellátás szintén megoldott. A sokorói térség öt települését innen látják el ivóvízzel. A kommunális szilárd hulladék elszállítása rendszeres gyűjtőjárattal megoldott. Telefonellátottság közel 70%-os. Helyi újságjuk Híradó címmel negyedévenként jelenik meg. Körzeti orvosi rendelő működik a falui és hegyi részen vállalkozó háziorvossal. Védőnői szolgálat, szakképzett nővérek egészítik ki az egészségügyi ellátást. Az időskorúakat területi gondozási központ látja el. Gyógyszertár, idősek klubja, két nyugdíjas klub működik a faluban.
A mostani változások irányultsága mind mezőgazdasági, mind ipari és kereskedelmi szempontból a vállalkozások területére mutat. Több jelentősebb egység települt ide, mint például a PEZ osztrák-magyar vegyes vállalat részlege. A jelentkező hazai és külföldi befektetőket összevont rendezési terv várja a Polgármesteri Hivatalban. A terv tartalmazza a különböző jellegű  beruházások lehetséges területeit, azok megvalósíthatóságának feltételeit. A község földrajzi  helyzeténél fogva alkalmas további ipari, raktározási, szállítmányozási, kereskedelmi egységek létesítéséhez. Határában található egy meleg vizű forrás ami több éve a semmibe spriccel kihasználatlanul. Különös figyelmet érdemel még a kihasználatlanul maradt termálvíz lehetőség, ami minden bizonnyal a helyi turizmus lényeges fellendülését eredményezné.
A település rendelkezik a tornacsarnokin kívül még két labdarúgópályával és egy nemrég megépült műfűves pályával is. Az egyik foci és a műfűves pálya a község határában van.A falu mellett folyik a Bakonyér. Győrszemerén az elmúlt években már rendszeressé vált kamionostalálkozót is szerveznek

## Közélete

### Polgármesterei
- 1990–1994: Nagy Ferenc (független)[3]
- 1994–1998: Nagy Ferenc (független)[4]
- 1998–2002: Nagy Ferenc (független)[5]
- 2002–2006: Nagy Ferenc (független)[6]
- 2006–2010: Horváth Gyula (független)[7]
- 2010–2014: Horváth Gyula (független)[8]
- 2014–2019: Horváth Gyula (független)[9]
- 2019–2024: Horváth Gyula (független)[10]
- 2024– : Horváth Gyula (független)[1]

## Népesség
A település népességének változása:
| Lakosok száma | 3297 | 3284 | 3279 | 3416 | 3574 | 3526 | 3589 |
|               | 2013 | 2014 | 2015 | 2021 | 2022 | 2023 | 2024 |

A 2011-es népszámlálás során a lakosok 86,3%-a magyarnak, 3,7% cigánynak, 0,5% németnek mondta magát (13,7% nem nyilatkozott; a kettős identitások miatt a végösszeg nagyobb lehet 100%-nál). A vallási megoszlás a következő volt: római katolikus 48,4%, református 6,1%, evangélikus 7,3%, görögkatolikus 0,3%, felekezeten kívüli 10,2% (26,1% nem nyilatkozott).
2022-ben a lakosság 91,3%-a vallotta magát magyarnak, 1,6% cigánynak, 1,3% németnek, 0,3% románnak, 0,2% ukránnak, 0,1-0,1% bolgárnak és szlováknak, 2% egyéb, nem hazai nemzetiségűnek (8,6% nem nyilatkozott; a kettős identitások miatt a végösszeg nagyobb lehet 100%-nál). Vallásuk szerint 33,5% volt római katolikus, 5,5% evangélikus, 5,1% református, 0,3% görög katolikus, 0,2% ortodox, 1,4% egyéb keresztény, 1% egyéb katolikus, 13,5% felekezeten kívüli (39,4% nem válaszolt).